# Donna è bello
Donna è bello è un film del 1974 diretto da Sergio Bazzini.

## Trama
Ottavia è rimasta completamente sola per l'estate, ma non per molto. Arriva Walter che sta per cambiare la sua intera vita, ma è molto giovane, molto bello e crudele.